# クレスト・オブ・ア・ネイヴ
『クレスト・オブ・ア・ネイヴ』（Crest of a Knave）は、イギリスのプログレッシブ・ロック・バンド、ジェスロ・タルが1987年に発表した16作目のスタジオ・アルバム。

## 背景
中心人物のイアン・アンダーソンが喉の病気を抱えていたため、ジェスロ・タルはしばらく活動を停止しており、結果的には『アンダー・ラップス』（1984年）以来3年ぶりの新作となった。収録曲のうち「スティール・モンキー」、「ドッグス・イン・ザ・ミッドウィンター」、「レイジング・スティーム」はドラマー不在の編成でレコーディングされ、アンダーソンがドラム・プログラミングも兼任した。

## 反響
全英アルバムチャートでは10週トップ100入りし、最高19位を記録した。また、全英シングルチャートでは本作からの「スティール・モンキー」が84位、「シー・ワズ・ア・ダンサー」が55位に達した。
アメリカでは28週Billboard 200入りし、1987年12月12日には32位に達した。オーストリアのアルバム・チャートでは初登場19位となり、『ザ・ブロードスウォード・アンド・ザ・ビースト』（1982年）以来約5年ぶりに、同国におけるチャート入りを果たした。

## 評価
第31回グラミー賞では最優秀ハードロック/メタル・パフォーマンス賞を受賞し、バンド初のグラミー受賞を果たした。しかし、一般的な認識ではジェスロ・タルはヘヴィメタル・バンドとみなされておらず、授賞式でプレゼンターを務めたアリス・クーパーは2016年、「誰もが受賞者はメタリカだと思っていた」「受賞者はジェスロ・タルと発表したら、会場は2分ぐらい沈黙して、それから皆が爆笑した。俺がジョークを言ったと思ったんだよ」と振り返っている。また、イアン・アンダーソンは2012年、この件に関して「ジェスロ・タルが受賞した時には、信じられなかった人々のブーイング、野次、絶句が続いたもので、私はナショナル・アカデミー・オブ・レコーディング・アーツ・アンド・サイエンスの6千人が、ジェスロ・タルをヘヴィロック・バンドやヘヴィメタル・バンドとみなして投票したとは思いたくない。連中は私達が『良い奴らなのにグラミー賞を受賞したことがない』ってことで受賞させたんだろう。悲しいことに、それからも『片足立ちのフルート奏者賞』は創設されていない。それなら毎年受賞できるのに」と語っている。なお、本作のメタル部門でのグラミー受賞は、2015年2月8日付の『ガーディアン』紙の記事「ミリ・ヴァニリからスティーリー・ダンまで、最も不可解な5つのグラミー賞」でも言及された。
Bruce Ederはオールミュージックにおいて5点満点中2.5点を付け「イアン・アンダーソンと仲間達は、このレコードでジェスロ・タルのサウンドをアップデートさせようと意識的に努力したように思える」「全体的に見れば、かなりの成功作であり、間違いなく1978年以降の彼らが発表したアルバムとしては最高傑作である」と評している。

## 収録曲
全曲ともイアン・アンダーソン作。下記リストはCDに準拠しており、5.と8.（いずれもシングルB面曲）はLPには収録されていない。
1. スティール・モンキー "Steel Monkey" – 3:37
2. ファーム・オン・ザ・フリーウェイ "Farm on the Freeway" – 6:31
3. ジャンプ・スタート "Jump Start" – 4:55
4. シー・ワズ・ア・ダンサー "Said She Was a Dancer" – 3:41
5. ドッグス・イン・ザ・ミッドウィンター "Dogs in the Midwinter" – 4:29
6. ブダペスト "Budapest" – 10:05
7. マウンテン・メン "Mountain Men" – 6:21
8. ウェイキング・エッジ "The Waking Edge" – 4:47
9. レイジング・スティーム "Raising Steam" – 4:12

### 2005年リマスターCDボーナス・トラック
1. パート・オブ・ザ・マシーン "Part of the Machine" – 6:54

## 参加ミュージシャン
- イアン・アンダーソン - ボーカル、フルート、アコースティック・ギター、エレクトリック・ギター、パーカッション、キーボード、シンクラヴィア、ドラム・プログラミング
- マーティン・バー[注釈 1] - リードギター
- デイヴ・ペグ - ベース、アコースティック・ベース

アディショナル・ミュージシャン
- ドーン・ペリー - ドラムス(on #2, #7)
- ジェリー・コンウェイ - ドラムス(on #3, #4, #6, #8)
- リック・サンダース - ヴァイオリン(on #6, #8)